# Justina Vitkauskaitė
Justina Vitkauskaitė-Bernard (né le 11 janvier 1978 à Kretinga) est une femme politique lituanienne, ancienne membre du Parlement européen.

## Biographie
En 1998 elle obtient une licence en journalisme et communication à l'Université de Vilnius et en 2000 une licence de philosophie dans la même université. Entre 2000 et 2002 elle est secrétaire du Président du Seimas de la République de Lituanie. En 2002 elle est diplômée de l'Université de droit de Lituanie avec une maîtrise en administration publique. De 2002 à 2004 elle est la cheffe du Département des relations publiques et étrangères de la Confédération des employeurs lituaniens.
Depuis 2004 elle est membre du parti travailliste, et elle travaille de 2004 à 2012 comme assistante d'un député au Parlement européen. Le 16 novembre 2012, elle devient membre du Parlement européen, en remplacement de Viktor Uspaskich. Son mandat s'achève le 30 juin 2014.